# Handball-Regionalliga Süd 1974/75
Die Saison 1974/75 der Handball-Regionalliga Süd war die sechste Spielzeit, welche der Süddeutschen Handballverband (SHV) organisierte und als zweithöchste Spielklasse im deutschen Ligensystem geführt wurde.

## Süddeutsche Meisterschaft
Meister und Aufsteiger in die Handball-Bundesliga wurde das Team des TV 1893 Neuhausen. Vizemeister wurde der TSG Oßweil, jedoch ohne Qualifikation für die Aufstiegsspiele. Die Absteiger waren der TSV 1860 Ansbach und TSV Allach 09.

## Teilnehmer
An der Regionalliga Süd nahmen 10 Mannschaften teil. Neu dabei war der Absteiger aus der Bundesliga TV 1893 Neuhausen und die Aufsteiger VfL Günzburg, TG 1848 Donzdorf und TuS Schutterwald. Nicht mehr dabei war der Aufsteiger TuS Hofweier und der Absteiger TS Esslingen.
| - TSG Oßweil - TSV Birkenau - TSV Allach 09 - TB 1879 Pforzheim - TSV 1860 Ansbach | - SpVgg 1887 Möhringen - TV 1893 Neuhausen (Absteiger) - TuS Schutterwald (Aufsteiger) - TG 1848 Donzdorf (Aufsteiger) - VfL Günzburg (Aufsteiger) |  |

## Modus
Es wurde eine Hin- und Rückrunde gespielt. Der Erstplatzierte war Süddeutscher Meister und Aufsteiger
in die Handball-Bundesliga 1975/76, die beiden Letztplatzierten waren die Absteiger in ihre Landesverbände.

### Abschlusstabelle
Saison 1974/75 
|     | Mannschaft            | Spiele | Punkte |
| --- | --------------------- | ------ | ------ |
| 1.  | TV 1893 Neuhausen (A) | 14     | 22:6   |
| 2.  | TSG Oßweil            | 14     | 21:7   |
| 3.  | VfL Günzburg (N)      | 14     | 16:12  |
| 4.  | TG 1848 Donzdorf (N)  | 14     | 15:13  |
| 5.  | TSV Birkenau          | 14     | 15:13  |
| 6.  | TB 1879 Pforzheim     | 14     | 14:14  |
| 7.  | TuS Schutterwald (N)  | 14     | 6:22   |
| 8.  | SpVgg 1887 Möhringen  | 14     | 6:22   |
| 9.  | TSV 1860 Ansbach      | 14     | 3:25   |
| 10. | TSV Allach 09         | 14     | 3:25   |

 Süddeutscher Meister und Aufsteiger zur Handball-Bundesliga 1975/76
 „Für die Regionalliga Süd 1975/76 qualifiziert“
  Absteiger in die Bayernliga 1975/76

## Frauen
Die ersten vier Plätze belegten
- 1. FC Bayern München
- 2. VfR Mannheim
- 3. 1. FC Nürnberg
- 4. Post SV Karlsruhe (N)

Alle vier Vereine waren für die neu eingeführte Handball-Bundesliga Frauen 1975/76 qualifiziert.